# 桑野和泉
桑野 和泉（くわの いずみ、1964年8月1日 - ）は、大分県由布市の由布院温泉で旅館由布院玉の湯を経営する実業家。株式会社玉の湯代表取締役社長。由布院温泉観光協会会長。

## 経歴
由布院玉の湯を経営する溝口薫平の長女として生まれる。大分県立大分雄城台高等学校、清泉女子大学文学部を卒業。都内のホテルに勤務した後、帰郷。結婚後、夫の転勤に伴い1990年に再び上京するが、1992年に湯布院に戻り、由布院玉の湯に勤務。1995年に専務となり、2003年に三代目社長となる。
2005年には社団法人ツーリズムおおいたの初代会長となり、2007年からは由布院温泉観光協会会長を務めるなど、旅館の経営にとどまらず、地域の観光振興に大きな役割を果たしている。
また、NHK経営委員、総務省定住自立圏構想研究会委員、大分大学経営協議会委員を歴任しており、2012年6月には大分銀行社外取締役、2014年6月には九州旅客鉄道（JR九州）社外取締役に就任している。

### 年譜
- 1964年8月1日 - 大分県大分郡湯布院町で生まれる。
- 1983年 - 大分県立大分雄城台高等学校卒業。
- 1987年 - 清泉女子大学文学部卒業。都内のホテルに勤務。
- 1995年 - 株式会社玉の湯専務。
- 2003年 - 株式会社玉の湯代表取締役社長。
- 2005年 - 社団法人ツーリズムおおいた初代会長。
- 2007年 - 由布院温泉観光協会会長。
- 2012年6月 - 大分銀行社外取締役。
- 2014年6月 - 九州旅客鉄道株式会社社外取締役。